# Liborius

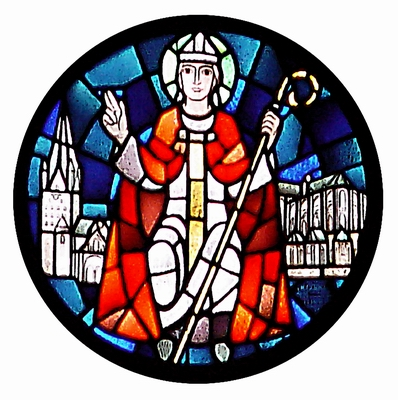
Liborius thronend vor den Kathedralen von Paderborn und Le Mans. Es handelt sich um eine Darstellung aus dem Fenster des Paderborner Domturmes.

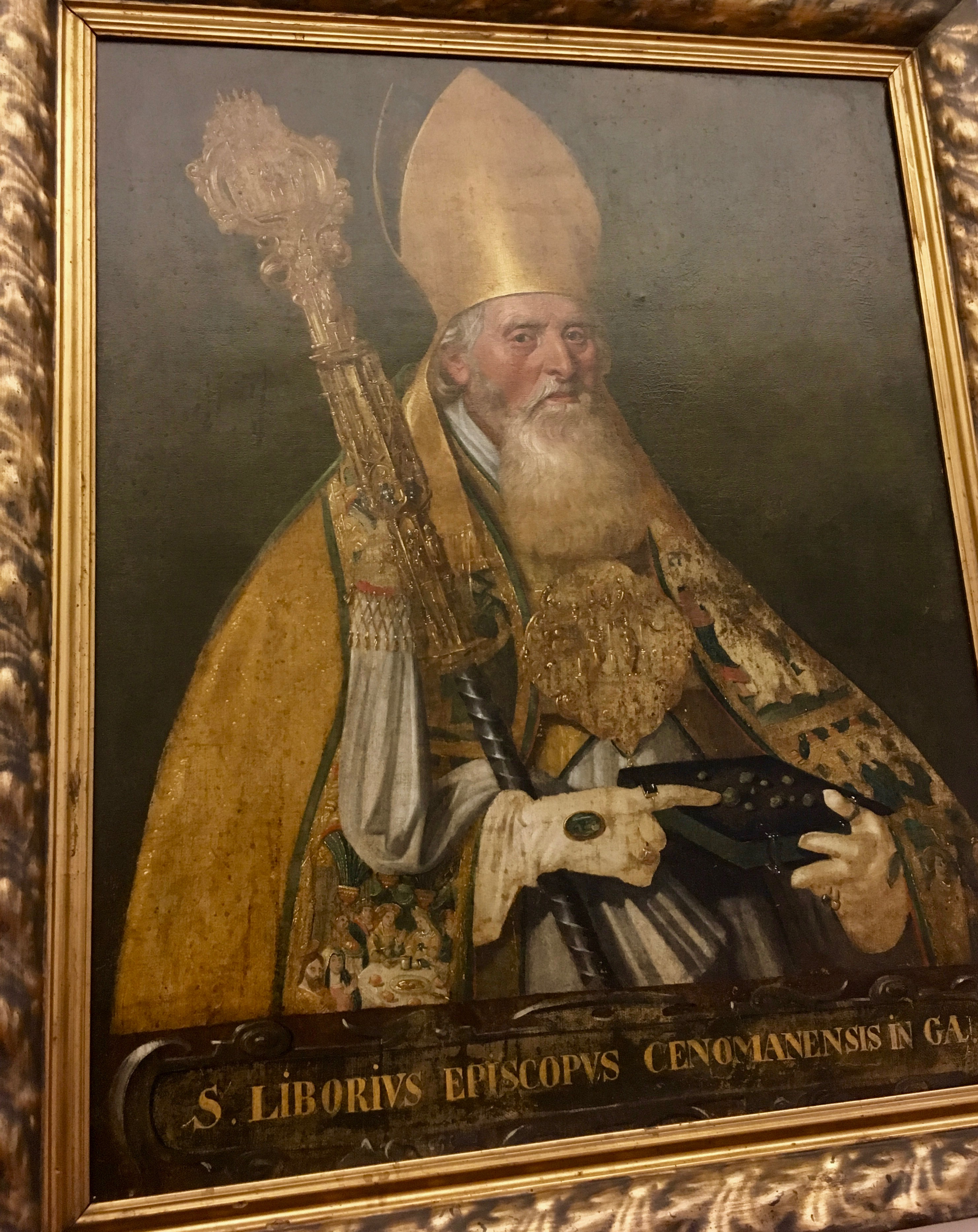
Porträt des heiligen Liborius mit Inschrift „S. Liborius Episcopus Cenomanensis in Gallia“, Generalvikariat Erzbistum Paderborn

Liborius (4./5. Jahrhundert) war Bischof von Le Mans in der Spätantike und Heiliger (Gedenktag: 23. Juli, Translation: 28. April, Ankunft der Reliquien in Paderborn: 28. Mai).

## Leben und Legende
Über die historische Gestalt des Liborius (4./5. Jahrhundert) ist wenig bekannt. Er soll den mittelalterlichen Heiligenlegenden zufolge 47 Jahre lang Bischof der gallo-römischen civitas Le Mans gewesen sein und war mit dem Bischof (und Heiligen) Martin von Tours befreundet. Unter Kaiser Ludwig dem Frommen kamen Gebeine des Liborius, der in Le Mans schon frühzeitig als Heiliger verehrt wurde, im Rahmen der damals üblichen Reliquientranslationen von [west]fränkischen Kirchen und Klöstern nach Sachsen auch in die Bischofsstadt Paderborn. Ein Paderborner Anonymus, wahrscheinlich ein Kleriker des Domkapitels, berichtet am Ende des 9. Jahrhunderts über die Translation des Liborius, des „Brückenbauers Europas“, in seine Heimatstadt. Der unter dem Paderborner Bischof Biso (887–909) geschriebene Translationsbericht führt aus, wie eine Gruppe von Paderborner Geistlichen nach Le Mans kam und vom dortigen Bischof Aldrich Reliquien erlangte (der linke Arm des Liborius blieb in Le Mans und ist verschollen). Letztere wurden über Chartres und Paris über den Rhein nach Sachsen verbracht und erreichten „unter großer Teilnahme des Volkes“ am 28. Mai 836, dem Pfingstsonntag, Paderborn. Dort wurden die Reliquien von Bischof Badurad (815–862) im Dom untergebracht. Der Legende nach soll bei der Übertragung des hl. Liborius ein Pfau als Wegweiser bis in die Bischofsstadt vorangeschritten sein.
Besonders von Paderborn aus verbreitete sich in den nachfolgenden Jahrhunderten des Mittelalters der Heiligenkult um Liborius. Der besagte Translationsbericht und Liborius’ Rolle als Patron der Paderborner Domkirche zeigen an, dass die Bischofsstadt schon früh das Zentrum der Liboriusverehrung in Deutschland war. Der westfälische Raum wurde somit früh vom Liboriuskult erfasst; ebenso finden wir den Heiligen im 11. Jahrhundert im bayerischen Kloster Tegernsee oder in Quedlinburg. Die Niederlande, Niedersachsen, Thüringen und der Niederrhein folgen ab dem 12. Jahrhundert, wenn wir die Liborius-Einträge in Memorienkalendern und Nekrologen berücksichtigen. Im späten Mittelalter wurde aus Liborius der Helfer gegen Leibesnöte und insbesondere für Stein- und Nierenkranke. Vom Mainzer Erzbischof Werner von Eppstein († 1284) wurde erzählt, er sei am Grab des Heiligen von seinem Steinleiden geheilt worden. Kleine Steine auf einem aufgeschlagenen Buch wurden, neben Bischofsornat und Pfau, zu Liborius’ Heiligenattribut.
Reformation und Gegenreformation brachten dann auch innerhalb der katholischen Kirche und im katholischen Paderborn einen gewissen Wandel zu einer moderateren Heiligenverehrung allgemein und im Kult um Liborius speziell.
Durch den Reliquientransfer von Le Mans nach Paderborn ist die älteste nachweisliche Städtefreundschaft der Welt entstanden. Noch heute wird alljährlich zum Gedenken an die Translation in Paderborn das Fest Libori begangen, bei dem der Schrein mit den Liborius-Reliquien über den Domplatz und durch den inneren Stadtbereich getragen wird.

## Liborius-Medaille
1977 stiftete der damalige Erzbischof Johannes Joachim Degenhardt anlässlich der ersten direkten Wahlen zum Europäischen Parlament die St.-Liborius-Medaille für Einheit und Frieden. Sie wird alle fünf Jahre an bedeutende Persönlichkeiten verliehen, die sich auf christlicher Grundlage um die friedliche Einheit Europas verdient gemacht haben.

## Deutsch-französische St. Liborius-Fraternität
Sie ist 1960 von deutschen und französischen Priestern gegründet worden, um die Verbindung der Bistümer Le Mans und Paderborn auf der Ebene der Priesterschaft zu verlebendigen. Mittlerweile steht sie Gläubigen beiderlei Geschlechts offen. Sie umfasst auf deutscher Seite 200 Priester und 20 Laien, in Frankreich sind es 80 Mitglieder.

## Liborius-Verehrung weltweit
| Europa Deutschland Libori-Verehrung: St. Leonhard , Oberotterbach Trier Münster Erfurt Bamberg Bergheim Paderborn Eissen Bredenborn Bremervörde Creuzburg Libori-Reliquien: Im Erzbistum Paderborn : Paderborn St. Clemens, Dortmund-Hombruch St. Liborius Bergheim St.-Liborius-Gemeinde, Siegen - Niederschelden St.-Liborius-Gemeinde, Bad Wildungen St. Joseph Bredenborn St. Liborius Eissen Im Bistum Magdeburg: Magdeburg Dessau Zörbig früher Klosterkirche Hadmersleben Im Bistum Osnabrück : Bischofshaus Im Bistum Essen : Essener Münster Grotewiese Gelsenkirchen, Schalke Im Bistum Hildesheim : Boffzen Im Erzbistum München und Freising : Kirche St.Peter in München [ 1 ] Im Bistum Trier : St. Liborius-Kirche in Steinberg (Wadern) St. Liborius-Kapelle bei Echternacherbrück Niederlande Libori-Verehrung: Dinxperlo Belgien Libori-Reliquien: Antwerpen Frankreich Libori-Reliquien: Le Mans Österreich Libori-Verehrung: Servitenkirche (Wien) Innsbruck Linz Vorau Nüssberg Ollersbach Italien Libori-Verehrung: Rom Bologna Florenz Neapel Spoleto Amelia Mirandola Ferrara Chieti Verona Colorno Vahrn Bozen , Oberbozen Scanno , Abruzzen Libori-Reliquien: St.-Liborius , Kirche Kroatien Libori-Verehrung: Split Vidonje Dubrovnik Vlaka Bulgarien Libori-Reliquien: Plowdiw Tschechien Libori-Verehrung: Jesenec Prag Znaim Brunn | Libori-Reliquien: - Nagyszentjanos Libori-Reliquien: - Marijampolė Libori-Verehrung: - Anapa Libori-Reliquien: - Krasnodar Libori-Reliquien: - Malta Libori-Reliquien: - Eaglehawk |